# Сигнальная ракета
Сигнальная ракета — общеупотребительное название пиротехнического огневого, дымового или звукового сигнала, поднимаемого для лучшего обнаружения в воздух на высоту 100 и более метров. Исторически это делалось пороховой ракетой, наподобие фейерверка, откуда и название.

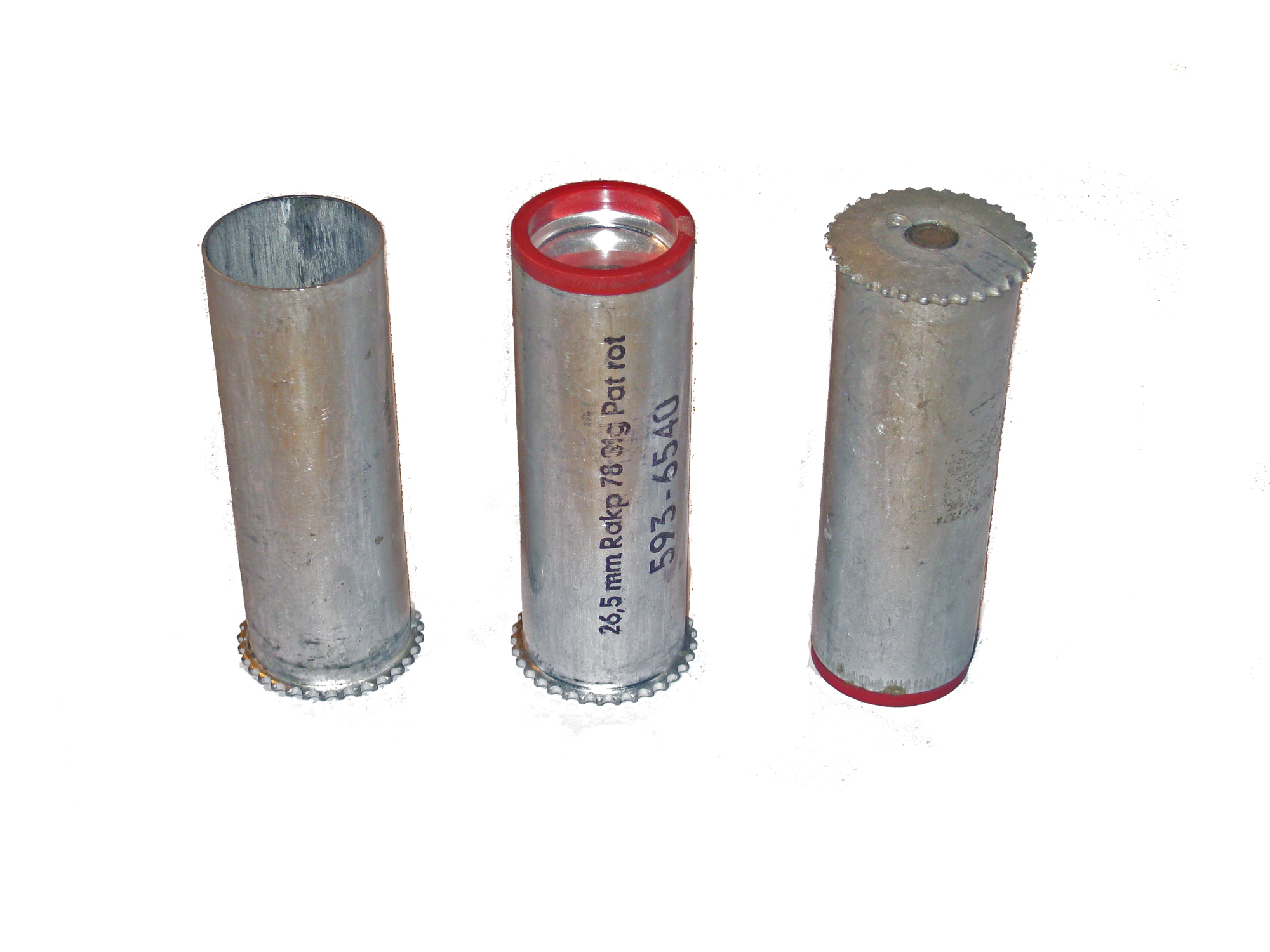
Красный сигнальный патрон для сигнального пистолета

В настоящее время запуск сигнальных ракет производится либо выстрелом из специального сигнального пистолета («ракетницы»), из охотничьего ружья, специальной мортирки, либо сигнал доставляется на вершину траектории миниатюрным ракетным двигателем.

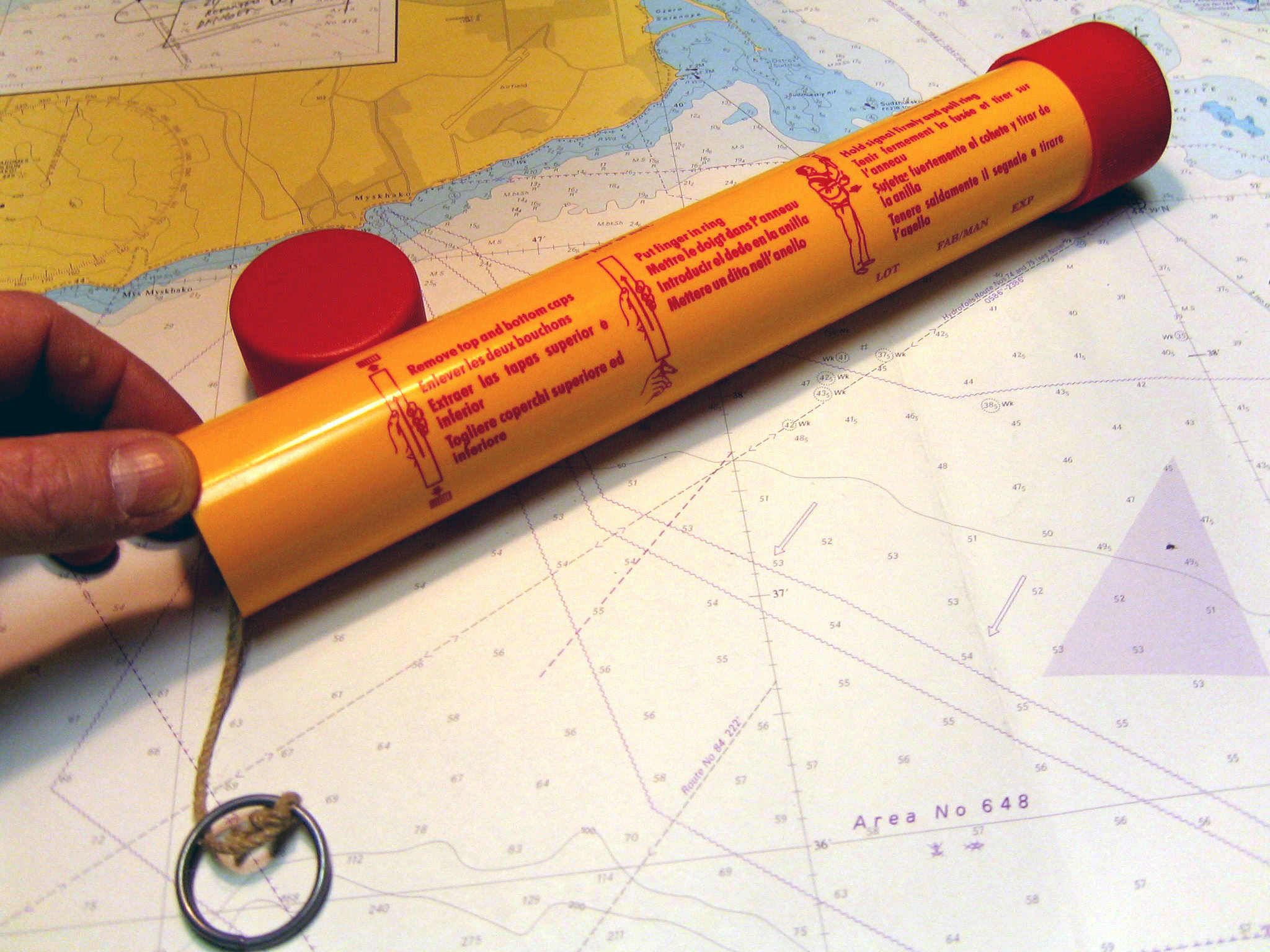
Реактивный сигнальный патрон

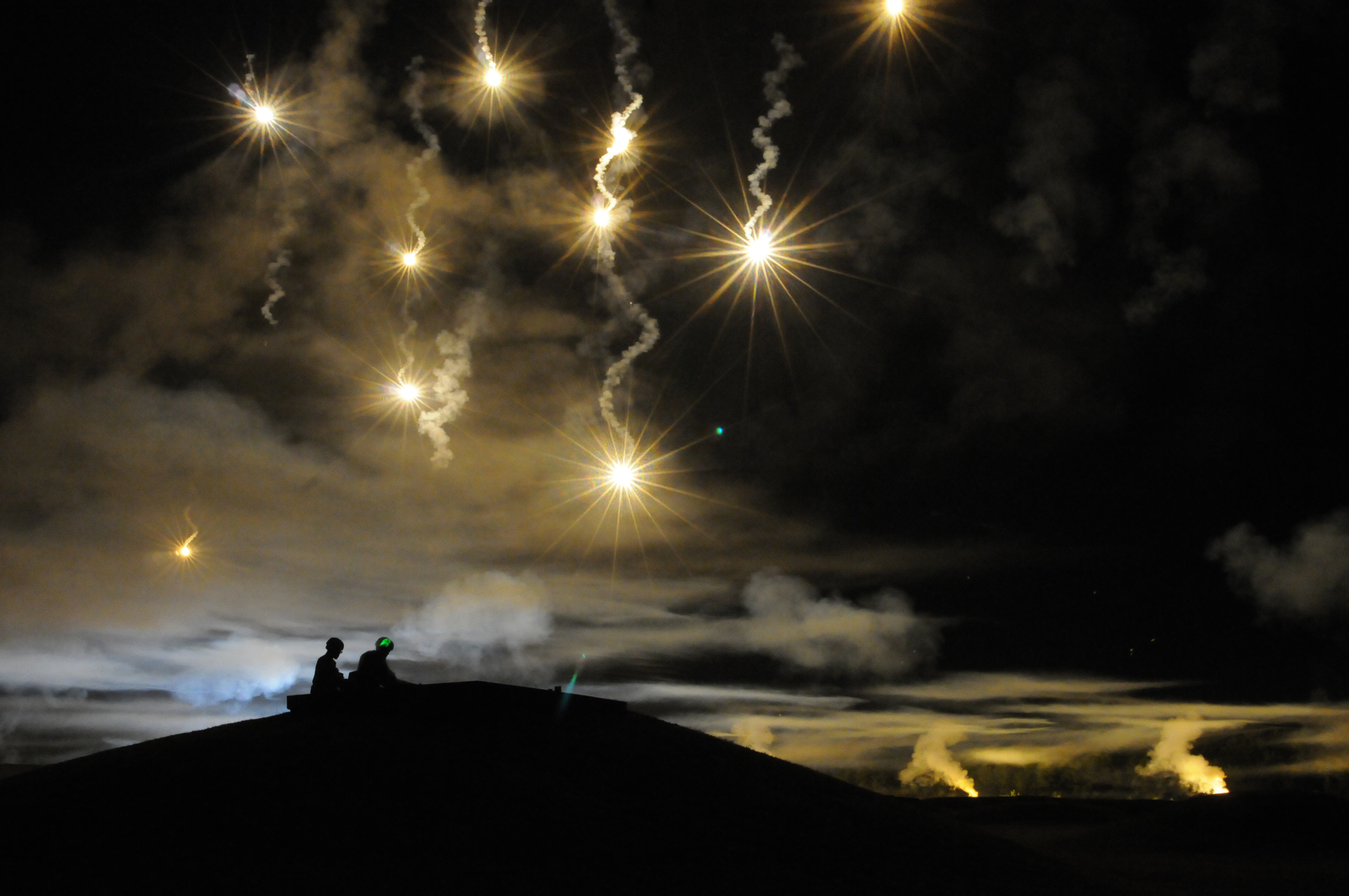
Использование сигнальных ракет для освещения ночью

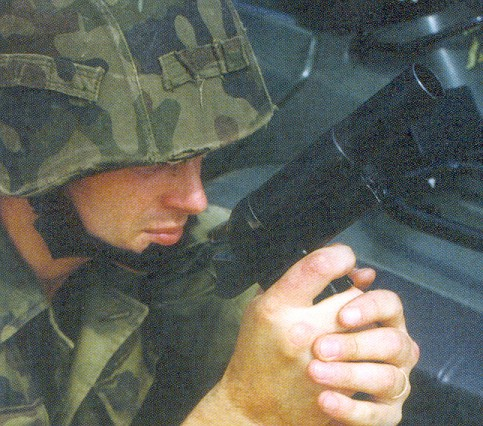
Сигнальный пистолет СПШ для стрельбы сигнальными патронами

Пиротехнические изделия для запуска таких сигналов называются сигнальными патронами, которые, соответственно, бывают пистолетными, для отстрела из сигнального пистолета, и реактивными, для запуска с рук.
Сигналы могут быть огневыми (яркий цветной огонь), дымовыми (дневными) и звуковыми – последние издают громкий вой или звук разрыва. Действие может сочетаться, например, «Сигнал химической тревоги» СХТ  сочетает громкий вой и 5 красных огней, а «Звуковая ракета бедствия» ЗРБ - громкий разрыв в небе («пушечный выстрел») и облако чёрного дыма.
Огневые сигналы могут быть красного, жёлтого и зелёного цветов. Другие цвета обычно не используются из-за трудности их различения. Аналогичный патрон с белым огнем является осветительным. Горящих одновременно звёздок может быть одна или несколько. Также звёздка может быть снабжена парашютом, что увеличивает время её наблюдения до нескольких десятков секунд (против 6-7 у обычной).
Наиболее распространенные пистолетные сигнальные патроны имеют калибр 26,4 мм («4-й охотничий калибр»), реактивные – 30, 40 и 50 мм. Чем больше калибр, тем больше яркость горящего сигнала и высота его  подъёма. Однако 50-мм патрон в момент отстрела уже трудно удержать в руке, поэтому предписывается делать это с упором, например, прижав его к стволу автомата.
Снаружи на патрон наносится маркировка, позволяющая как визуально, так и в темноте на ощупь определить тип и цвет сигнала, например, 2 круглых выступа на колпачке означают однозвёздный зелёный сигнал (сам колпачок при этом тоже зелёного цвета).
Бо́льшая часть сигнальных патронов разрабатывалась для армейских нужд, и поэтому использование их в развлекательных целях (в качестве фейерверка) опасно — в своем составе они имеют тяжелые металлические части (например, корпус двигателя), которые в полёте не сгорают и, падая с большой высоты, могут стать причиной несчастного случая. Кроме того, «армейские» ракеты для стабилизации раскручиваются, но происходит это уже в полёте, а на первых метрах после вылета из пусковой трубки ракета может неожиданно изменить направление полёта. Летящая же в непредсказуемом направлении ракета представляет исключительную опасность — ничуть не меньше выстрела из ружья.
В настоящее время выпускаются и более безопасные изделия для гражданского применения (РС-30), не имеющие тяжёлого металлического двигателя и стабилизирующие полёт ракеты уже в процессе запуска (ведущими «нарезами» в пусковой трубке). Есть также выстреливаемый из мортирки «Сигнал охотника», гражданский аналог армейского 15-мм сигнального патрона, а также сигнальные патроны к охотничьему ружью. Однако, безопасность этих изделий всё же относительная, использование в развлекательных целях недопустимо.

## Сигналы
О значении сигналов, подаваемых ракетами, договариваются перед их возможным использованием. Есть также общепринятые — например, на море красная парашютная ракета является сигналом бедствия.
В авиалесоохране установлены следующие значения сигналов:
- всё в порядке, продолжаем работы, движение — зелёного цвета;
- требуются продукты, папиросы и спички — зелёного и красного цвета;
- требуется помощь — красного цвета;
- дайте схему нашего местонахождения и укажите самолётам направление выхода — красного, зелёного и красного цвета;
- требуются медикаменты и перевязочный материал — красного и красного цвета;
- требуется срочная медицинская помощь — красного, красного и красного цвета.

При подаче сигнала, состоящего из нескольких сигнальных ракет, их выпускают с интервалами 8 — 10 секунд. Интервал между отдельными сигналами должен быть не менее одной минуты.